# Copa Ciudad de Santiago 1980
La Copa Ciudad de Santiago 1980 se refiere a la primera edición de la Copa Ciudad de Santiago realizada el 5 de febrero de 1980 en Santiago, Chile y terminó el 7 de febrero de 1980, el campeón fue Huracán. 
Todos los partidos de jugaron en el Estadio Nacional (Santiago).

## Datos de los equipos participantes
| Equipo               | Calidad |
| -------------------- | --- |
| Colo-Colo            | Anfitrión y campeón de la Primera División de Chile 1979                                                                        |
| Universidad de Chile | Anfitrión y cuarto en la Primera División de Chile 1979                                                                         |
| Huracán              | Invitado y octavo lugar Grupo A del Metropolitano Primera División de Argentina 1979                                            |
| Atlanta              | Invitado y noveno en el Grupo B del Metropolitano y último de la Liguilla del Descenso de la Primera División de Argentina 1979 |

### Modalidad
El torneo se jugó dos fechas, bajo el sistema de eliminación directa, así el tercer y cuarto lugar lo definen los equipos que resultaron perdedores en la primera fecha y la final enfrenta a los dos equipos ganadores de la primera fecha, resultando campeón aquel equipo que ganó sus dos partidos.

## Partidos

### Semifinales
| 5 de febrero de 1980                        | Universidad de Chile | 1:1 | Huracán | Estadio Nacional de Santiago, Santiago |  |
| En definición a penales ganó Huracán 6 – 5. |                      |     |         |                                        |  |

| 5 de febrero de 1980 | Colo-Colo | 0:2 | Atlanta                                       | Estadio Nacional de Santiago, Santiago |  |
|                      |           |     | Ricardo César Espala · Gabriel Rodríguez (ag) |                                        |  |

### Tercer lugar
| 7 de febrero de 1980 | Universidad de Chile | 2:1 | Colo-Colo    | Estadio Nacional de Santiago, Santiago |  |
|                      | Mariano Puyol ·      |     | Carlos Rivas |                                        |  |

### Final
| 7 de febrero de 1980 | Huracán              | 3:2 | Atlanta                      | Estadio Nacional de Santiago, Santiago |  |
|                      | Sanabria , · Candedo |     | Ricardo César Espala · Acuña |                                        |  |

## Campeón
| Argentina |
| Huracán   |